# 川島公園
川島公園（かわしまこうえん）は、徳島県吉野川市川島町川島の川島城址にある公園。

## 地理
阿波九城のひとつに数えられた川島城が築かれていた城山一帯を整備した公園で、1981年（昭和56年）4月に完成した川島城を中心にテニスコート、遊歩道、展望台、遊具広場、万葉植物園などがある。
4月には桜、5月にはキリシマツツジが見ごろを迎える。また園内の「岩の鼻展望台」は眼下に広がる悠久の大河として四国八十八景6番に選定されている。

## 施設
- 川島万葉植物園
  - 約1.5Kmの遊歩道。
- 川島城テニスコート
  - 利用時間は7:00-22:00。
- 岩の鼻展望台（西の端の石段を上り詰めた所にある）
  - 四国八十八景選定。展望台からは吉野川や善入寺島が望める。
- 川島神社
  - 吉野川の改修により1916年（大正5年）10月に当地に移転。
- 真福寺
- ミニ四国八十八ケ所
- 林道感碑

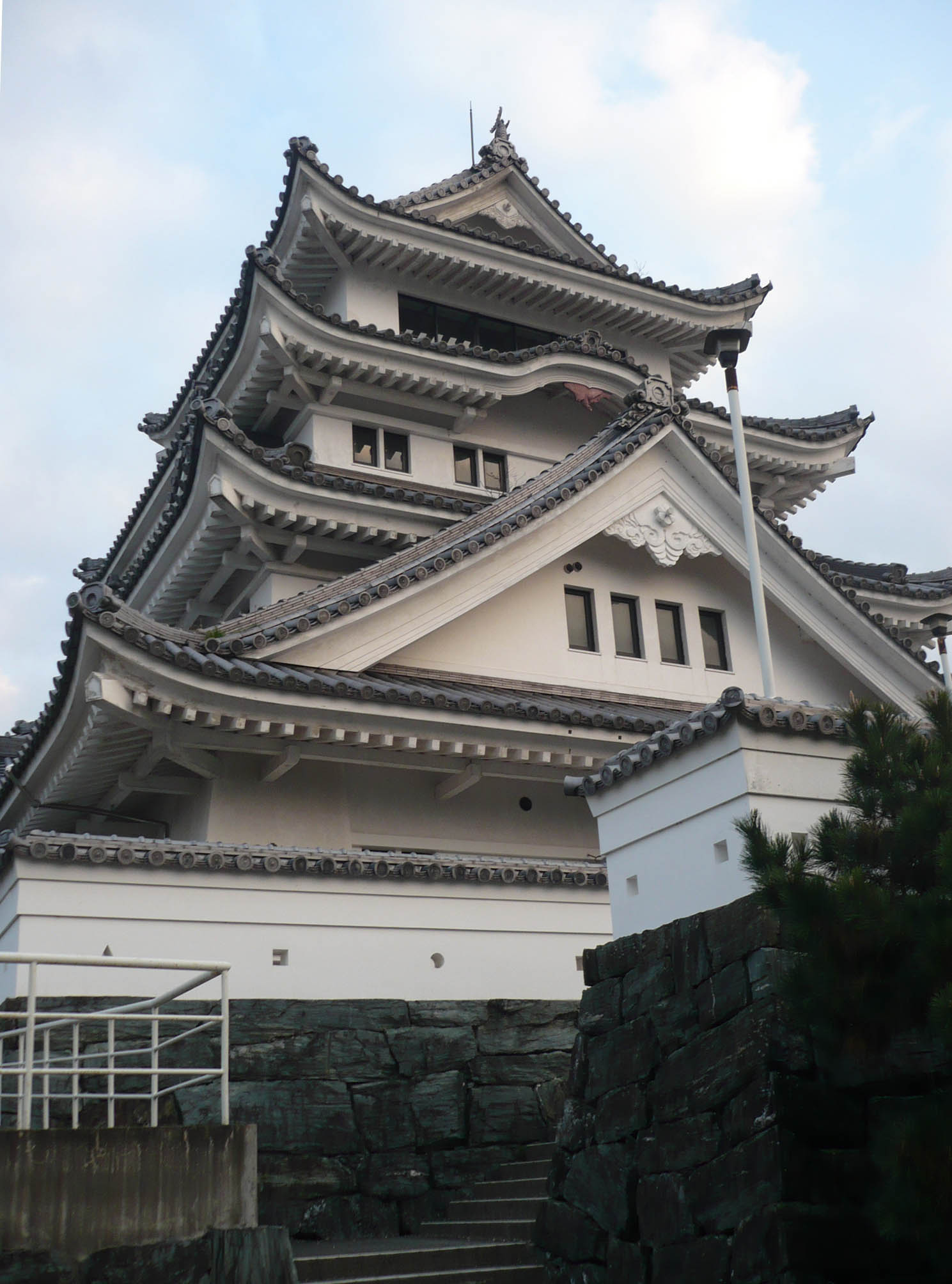
川島城。
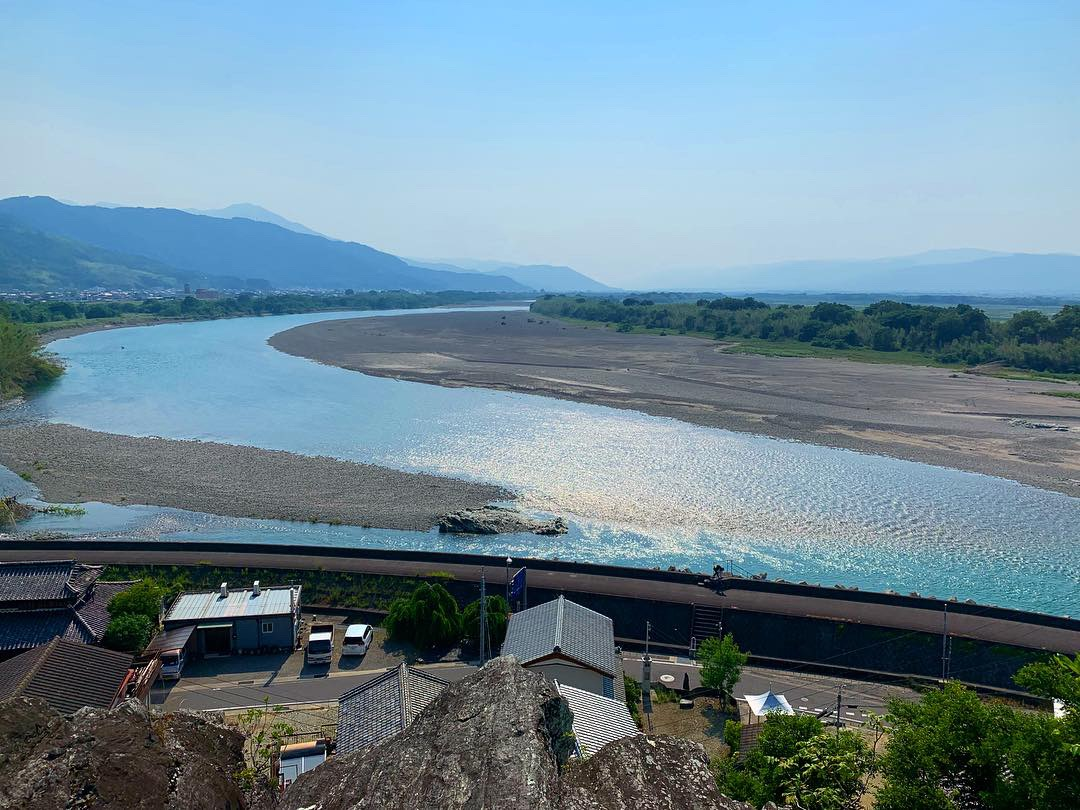
「四国八十八景」岩の鼻展望台からの眺め
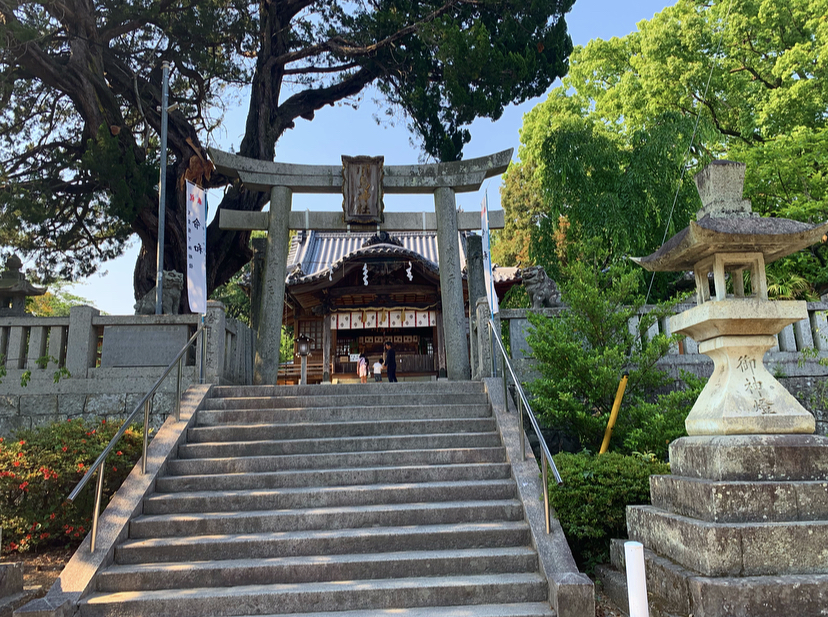
川島神社。
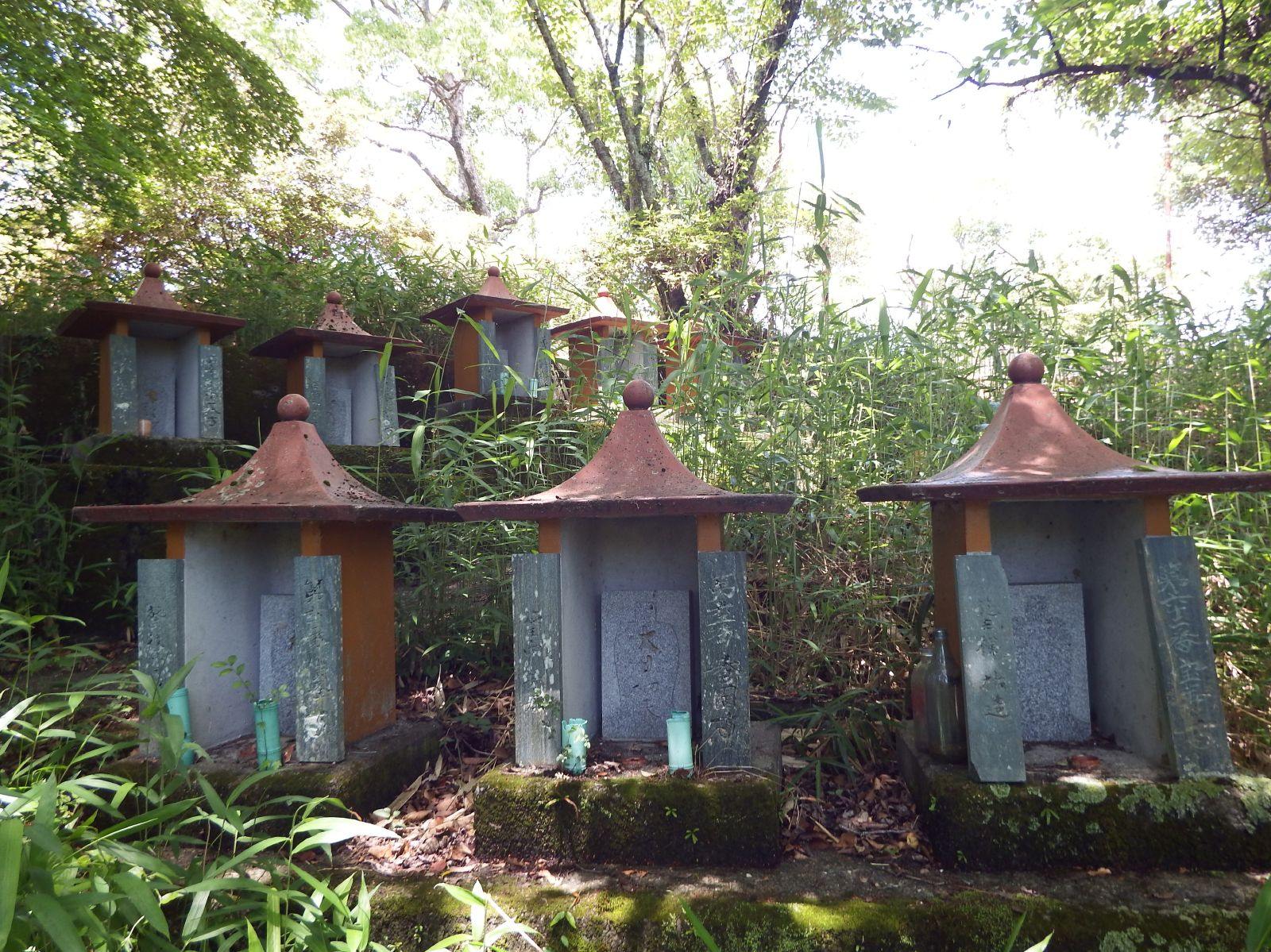
ミニ四国八十八ケ所

## 交通
- JR徳島線「阿波川島駅」下車より徒歩で約10分。
- 徳島自動車道「土成インターチェンジ」より車で約15分。